# Copa J. League 2019
La Copa J. League 2019, también conocida como Copa YBC Levain J. League 2019, por motivos de patrocinio, fue la edición 44 de la Copa de la Liga Japonesa y la 27.ª edición bajo el actual formato.
El campeón fue Kawasaki Frontale, tras vencer en la final a Hokkaido Consadole Sapporo. El conjunto del Kantō dio la vuelta olímpica por primera vez, por lo tanto, disputará la Copa Suruga Bank 2020 ante Independiente del Valle de Ecuador, vencedor de la Copa Sudamericana 2019.

## Formato de competición
La reglamentación principal se anunció el 14 de diciembre de 2018, mientras que el calendario y los enfrentamientos el 23 de enero de 2019.
Si bien se siguió con el formato implementado en 2018, el cambio de la cantidad de participantes en la Liga de Campeones de la AFC 2019 y el reemplazo de un equipo de J2 por el ganador del playoff de ascenso obligaron a una ligera modificación del cupo de clasificados a la Copa J. League 2019.
- Formaron parte del torneo los 18 equipos que participaron de la J1 League 2019. Matsumoto Yamaga retornó al certamen tras su única aparición en 2015, mientras que Oita Trinita volvió tras seis años de ausencia.
  - Kawasaki Frontale y Urawa Red Diamonds, clasificados para la fase de grupos de la Liga de Campeones de la AFC 2019, estuvieron exentos de participar en la fase de grupos e ingresaron directamente a cuartos de final.
  - Sanfrecce Hiroshima y Kashima Antlers, que debían competir en las rondas previas de la Liga de Campeones de la AFC, estarían exentos al igual que los dos equipos anteriores si llegaban a triunfar en esos duelos; de otro modo, ocuparían un lugar en la fase de grupos y absorberían los lugares de Kashiwa Reysol y V-Varen Nagasaki, o sólo el de este último si uno de aquellos quedaba eliminado. Finalmente, Sanfrecce y Antlers ganarían sus llaves eliminatorias e ingresarían a la fase de grupos de la competición continental; en consecuencia, comenzaron su participación en la Copa J. League 2019 en cuartos de final.[3]
- Fase de grupos: Los restantes 16 equipos fueron divididos en cuatro grupos de cuatro clubes cada uno según sus posiciones en la temporada 2018. De esta manera, cada cuadro debió disputar seis juegos en total -tres de local y tres de visitante-.
  - Grupo A: Hokkaido Consadole Sapporo (4.º), Yokohama F. Marinos (12.º), Shonan Bellmare (13.º) y V-Varen Nagasaki (18.º).
  - Grupo B: F.C. Tokyo (6.º), Vegalta Sendai (11.º), Sagan Tosu (14.º) y Kashiwa Reysol (17.º).
  - Grupo C: Cerezo Osaka (7.º), Vissel Kobe (10.º), Nagoya Grampus (15.º) y Oita Trinita (J2 - 2.º).
  - Grupo D: Shimizu S-Pulse (8.º), Gamba Osaka (9.º), Júbilo Iwata (16.º) y Matsumoto Yamaga (J2 - 1.º).
  - Para determinar el orden de clasificación de los equipos se utilizaron los siguientes criterios:
    1. Puntos en partidos cara a cara entre equipos empatados.
    2. Diferencia de goles en partidos cara a cara entre equipos empatados.
    3. Goles marcados en partidos cara a cara entre equipos empatados.
    4. Goles de visitante marcados en partidos cara a cara entre equipos empatados.
    5. Si más de dos equipos están empatados, y tras la aplicación de todos los criterios cara a cara una parte de los conjuntos sigue igualada, se vuelve a aplicar los criterios solamente con los cuadros empatados.
    6. Diferencia de goles en todos los partidos de grupo.
    7. Goles marcados en todos los partidos de grupo.
    8. Tanda de penales si solo dos equipos están empatados y se enfrentan en la última fecha del grupo.
    9. Menos puntos disciplinarios.
    10. Sorteo.
- Los dos primeros de cada grupo avanzaron a la fase eliminatoria.
  - En caso de que hubiera 3 clubes japoneses en la fase de grupos de la Liga de Campeones de la AFC, los dos primeros de cada zona más los dos mejores terceros clasificarían a la fase eliminatoria.
  - En caso de que hubiese 2 clubes japoneses en la fase de grupos de la Liga de Campeones de la AFC, los tres primeros de cada zona clasificarían a la fase eliminatoria.
- Fase eliminatoria: se enfrentaron en serie de dos partidos, a ida y vuelta. En caso de igualdad en el total de goles, se aplicaría la regla del gol de visitante y, si aún persistía el empate, se realizaría una prórroga, en donde ya no tendrían valor los goles fuera de casa. De continuar la igualdad en el marcador global, se realizaría una tanda de penales. Los vencedores clasificaron a la fase final.
- Fase final: se llevó a cabo entre los clubes provenientes de la fase eliminatoria junto con Kawasaki Frontale, Urawa Red Diamonds, Sanfrecce Hiroshima y Kashima Antlers.
  - En cuartos de final y semifinales se enfrentaron en serie de dos partidos, a ida y vuelta. Se aplicaron las mismas reglas que en la fase eliminatoria.
  - La final se jugó a un solo partido. En caso de empate en los 90 minutos se haría una prórroga; si aún persistía la igualdad, se ejecutaría una tanda de penales.
- Cabe recalcar que se utilizó el Árbitro asistente de video (VAR) a partir de cuartos de final en adelante.[4]
  - Debido a dificultades ocasionadas en la logística del sistema del video por el tifón Hagibis, el uso del VAR fue cancelado en el encuentro entre Kashima Antlers y Kawasaki Frontale (13 de octubre, partido de vuelta de semifinales), y fue reemplazado por árbitros asistentes adicionales.[5]

## Calendario
Todo el calendario del certamen fue anunciado el 14 de diciembre de 2018, a excepción de la final. Todos los partidos de la fase de grupos se llevarán a cabo los miércoles.
| Etapa             | Ronda             | Ida                     | Vuelta                  | Observaciones                                                                                                  |
| ----------------- | ----------------- | ----------------------- | ----------------------- | --- |
| Fase de grupos    | Fecha 1           | 6 de marzo de 2019      | 6 de marzo de 2019      | Sin observaciones                                                                                              |
| Fase de grupos    | Fecha 2           | 13 de marzo de 2019     | 13 de marzo de 2019     | Sin observaciones                                                                                              |
| Fase de grupos    | Fecha 3           | 10 de abril de 2019     | 10 de abril de 2019     | Sin observaciones                                                                                              |
| Fase de grupos    | Fecha 4           | 24 de abril de 2019     | 24 de abril de 2019     | Sin observaciones                                                                                              |
| Fase de grupos    | Fecha 5           | 8 de mayo de 2019       | 8 de mayo de 2019       | Sin observaciones                                                                                              |
| Fase de grupos    | Fecha 6           | 22 de mayo de 2019      | 22 de mayo de 2019      | Sin observaciones                                                                                              |
| Fase eliminatoria | Fase eliminatoria | 19 de junio de 2019     | 26 de junio de 2019     | Sin observaciones                                                                                              |
| Fase final        | Cuartos de final  | 4 de septiembre de 2019 | 8 de septiembre de 2019 | Inicio de participación de los equipos clasificados a la fase de grupos de la Liga de Campeones de la AFC 2019 |
| Fase final        | Semifinales       | 9 de octubre de 2019    | 13 de octubre de 2019   | Participación de los ganadores de los cuartos de final                                                         |
| Fase final        | Final             | 26 de octubre de 2019   | 26 de octubre de 2019   | Participación de los ganadores de las semifinales                                                              |

## Fase de grupos

### Grupo A
| Equipo                     | Pts | PJ | PG | PE | PP | GF | GC | DG |
| -------------------------- | --- | -- | -- | -- | -- | -- | -- | -- |
| Hokkaido Consadole Sapporo | 9   | 6  | 2  | 3  | 1  | 13 | 11 | +2 |
| V-Varen Nagasaki           | 8   | 6  | 2  | 2  | 2  | 10 | 11 | -1 |
| Yokohama F. Marinos        | 8   | 6  | 2  | 2  | 2  | 9  | 8  | +1 |
| Shonan Bellmare            | 7   | 6  | 2  | 1  | 3  | 7  | 9  | -2 |

| \| Fecha \| Lugar \| Local \| Resultado \| Visitante \| \| ----------- \| --------- \| -------------------------- \| --------- \| -------------------------- \| \| 6 de marzo \| Isahaya \| V-Varen Nagasaki \| 2:1 \| Shonan Bellmare \| \| 6 de marzo \| Yokohama \| Yokohama F. Marinos \| 1:1 \| Hokkaido Consadole Sapporo \| \| 13 de marzo \| Hiratsuka \| Shonan Bellmare \| 2:0 \| Yokohama F. Marinos \| \| 13 de marzo \| Sapporo \| Hokkaido Consadole Sapporo \| 0:0 \| V-Varen Nagasaki \| \| 10 de abril \| Sapporo \| Hokkaido Consadole Sapporo \| 4:1 \| Shonan Bellmare \| \| 10 de abril \| Yokohama \| Yokohama F. Marinos \| 2:2 \| V-Varen Nagasaki \| \| 24 de abril \| Isahaya \| V-Varen Nagasaki \| 3:6 \| Hokkaido Consadole Sapporo \| \| 24 de abril \| Yokohama \| Yokohama F. Marinos \| 1:0 \| Shonan Bellmare \| \| 8 de mayo \| Hiratsuka \| Shonan Bellmare \| 1:0 \| V-Varen Nagasaki \| \| 8 de mayo \| Sapporo \| Hokkaido Consadole Sapporo \| 0:4 \| Yokohama F. Marinos \| \| 22 de mayo \| Isahaya \| V-Varen Nagasaki \| 3:1 \| Yokohama F. Marinos \| \| 22 de mayo \| Hiratsuka \| Shonan Bellmare \| 2:2 \| Hokkaido Consadole Sapporo \| |           |                            |           |                            |
| Fecha | Lugar     | Local                      | Resultado | Visitante                  |
| 6 de marzo | Isahaya   | V-Varen Nagasaki           | 2:1       | Shonan Bellmare            |
| 6 de marzo | Yokohama  | Yokohama F. Marinos        | 1:1       | Hokkaido Consadole Sapporo |
| 13 de marzo | Hiratsuka | Shonan Bellmare            | 2:0       | Yokohama F. Marinos        |
| 13 de marzo | Sapporo   | Hokkaido Consadole Sapporo | 0:0       | V-Varen Nagasaki           |
| 10 de abril | Sapporo   | Hokkaido Consadole Sapporo | 4:1       | Shonan Bellmare            |
| 10 de abril | Yokohama  | Yokohama F. Marinos        | 2:2       | V-Varen Nagasaki           |
| 24 de abril | Isahaya   | V-Varen Nagasaki           | 3:6       | Hokkaido Consadole Sapporo |
| 24 de abril | Yokohama  | Yokohama F. Marinos        | 1:0       | Shonan Bellmare            |
| 8 de mayo | Hiratsuka | Shonan Bellmare            | 1:0       | V-Varen Nagasaki           |
| 8 de mayo | Sapporo   | Hokkaido Consadole Sapporo | 0:4       | Yokohama F. Marinos        |
| 22 de mayo | Isahaya   | V-Varen Nagasaki           | 3:1       | Yokohama F. Marinos        |
| 22 de mayo | Hiratsuka | Shonan Bellmare            | 2:2       | Hokkaido Consadole Sapporo |

### Grupo B
| Equipo         | Pts | PJ | PG | PE | PP | GF | GC | DG |
| -------------- | --- | -- | -- | -- | -- | -- | -- | -- |
| Vegalta Sendai | 12  | 6  | 3  | 3  | 0  | 9  | 5  | +4 |
| F.C. Tokyo     | 10  | 6  | 3  | 1  | 2  | 6  | 4  | +2 |
| Sagan Tosu     | 5   | 6  | 1  | 2  | 3  | 3  | 6  | -3 |
| Kashiwa Reysol | 5   | 6  | 1  | 2  | 3  | 4  | 7  | -3 |

| \| Fecha \| Lugar \| Local \| Resultado \| Visitante \| \| ----------- \| ------- \| -------------- \| --------- \| -------------- \| \| 6 de marzo \| Kashiwa \| Kashiwa Reysol \| 2:1 \| F.C. Tokyo \| \| 6 de marzo \| Tosu \| Sagan Tosu \| 1:3 \| Vegalta Sendai \| \| 13 de marzo \| Sendai \| Vegalta Sendai \| 2:1 \| F.C. Tokyo \| \| 13 de marzo \| Kashiwa \| Kashiwa Reysol \| 0:1 \| Sagan Tosu \| \| 10 de abril \| Sendai \| Vegalta Sendai \| 2:1 \| Kashiwa Reysol \| \| 10 de abril \| Tokio \| F.C. Tokyo \| 1:0[n 2] \| Sagan Tosu \| \| 24 de abril \| Saitama \| F.C. Tokyo \| 2:0[n 2] \| Kashiwa Reysol \| \| 24 de abril \| Sendai \| Vegalta Sendai \| 1:1 \| Sagan Tosu \| \| 8 de mayo \| Tokio \| F.C. Tokyo \| 0:0[n 2] \| Vegalta Sendai \| \| 8 de mayo \| Tosu \| Sagan Tosu \| 0:0 \| Kashiwa Reysol \| \| 22 de mayo \| Kashiwa \| Kashiwa Reysol \| 1:1 \| Vegalta Sendai \| \| 22 de mayo \| Tosu \| Sagan Tosu \| 0:1 \| F.C. Tokyo \| |         |                |           |                |
| Fecha | Lugar   | Local          | Resultado | Visitante      |
| 6 de marzo | Kashiwa | Kashiwa Reysol | 2:1       | F.C. Tokyo     |
| 6 de marzo | Tosu    | Sagan Tosu     | 1:3       | Vegalta Sendai |
| 13 de marzo | Sendai  | Vegalta Sendai | 2:1       | F.C. Tokyo     |
| 13 de marzo | Kashiwa | Kashiwa Reysol | 0:1       | Sagan Tosu     |
| 10 de abril | Sendai  | Vegalta Sendai | 2:1       | Kashiwa Reysol |
| 10 de abril | Tokio   | F.C. Tokyo     | 1:0       | Sagan Tosu     |
| 24 de abril | Saitama | F.C. Tokyo     | 2:0       | Kashiwa Reysol |
| 24 de abril | Sendai  | Vegalta Sendai | 1:1       | Sagan Tosu     |
| 8 de mayo | Tokio   | F.C. Tokyo     | 0:0       | Vegalta Sendai |
| 8 de mayo | Tosu    | Sagan Tosu     | 0:0       | Kashiwa Reysol |
| 22 de mayo | Kashiwa | Kashiwa Reysol | 1:1       | Vegalta Sendai |
| 22 de mayo | Tosu    | Sagan Tosu     | 0:1       | F.C. Tokyo     |

### Grupo C
| Equipo         | Pts | PJ | PG | PE | PP | GF | GC | DG |
| -------------- | --- | -- | -- | -- | -- | -- | -- | -- |
| Cerezo Osaka   | 11  | 6  | 3  | 2  | 1  | 9  | 4  | +5 |
| Nagoya Grampus | 9   | 6  | 2  | 3  | 1  | 11 | 11 | 0  |
| Oita Trinita   | 7   | 6  | 2  | 1  | 3  | 7  | 10 | -3 |
| Vissel Kobe    | 5   | 6  | 1  | 2  | 3  | 6  | 8  | -2 |

| \| Fecha \| Lugar \| Local \| Resultado \| Visitante \| \| ----------- \| ------ \| -------------- \| --------- \| -------------- \| \| 6 de marzo \| Ōita \| Oita Trinita \| 2:1 \| Cerezo Osaka \| \| 6 de marzo \| Nagoya \| Nagoya Grampus \| 2:2 \| Vissel Kobe \| \| 13 de marzo \| Nagoya \| Nagoya Grampus \| 2:1 \| Oita Trinita \| \| 13 de marzo \| Kōbe \| Vissel Kobe \| 0:0 \| Cerezo Osaka \| \| 10 de abril \| Kōbe \| Vissel Kobe \| 2:0 \| Oita Trinita \| \| 10 de abril \| Osaka \| Cerezo Osaka \| 3:0 \| Nagoya Grampus \| \| 24 de abril \| Ōita \| Oita Trinita \| 2:2 \| Nagoya Grampus \| \| 24 de abril \| Osaka \| Cerezo Osaka \| 1:0 \| Vissel Kobe \| \| 8 de mayo \| Ōita \| Oita Trinita \| 2:1 \| Vissel Kobe \| \| 8 de mayo \| Nagoya \| Nagoya Grampus \| 2:2 \| Cerezo Osaka \| \| 22 de mayo \| Kōbe \| Vissel Kobe \| 1:3 \| Nagoya Grampus \| \| 22 de mayo \| Osaka \| Cerezo Osaka \| 2:0 \| Oita Trinita \| |        |                |           |                |
| Fecha | Lugar  | Local          | Resultado | Visitante      |
| 6 de marzo | Ōita   | Oita Trinita   | 2:1       | Cerezo Osaka   |
| 6 de marzo | Nagoya | Nagoya Grampus | 2:2       | Vissel Kobe    |
| 13 de marzo | Nagoya | Nagoya Grampus | 2:1       | Oita Trinita   |
| 13 de marzo | Kōbe   | Vissel Kobe    | 0:0       | Cerezo Osaka   |
| 10 de abril | Kōbe   | Vissel Kobe    | 2:0       | Oita Trinita   |
| 10 de abril | Osaka  | Cerezo Osaka   | 3:0       | Nagoya Grampus |
| 24 de abril | Ōita   | Oita Trinita   | 2:2       | Nagoya Grampus |
| 24 de abril | Osaka  | Cerezo Osaka   | 1:0       | Vissel Kobe    |
| 8 de mayo | Ōita   | Oita Trinita   | 2:1       | Vissel Kobe    |
| 8 de mayo | Nagoya | Nagoya Grampus | 2:2       | Cerezo Osaka   |
| 22 de mayo | Kōbe   | Vissel Kobe    | 1:3       | Nagoya Grampus |
| 22 de mayo | Osaka  | Cerezo Osaka   | 2:0       | Oita Trinita   |

### Grupo D
| Equipo           | Pts | PJ | PG | PE | PP | GF | GC | DG |
| ---------------- | --- | -- | -- | -- | -- | -- | -- | -- |
| Gamba Osaka      | 11  | 6  | 3  | 2  | 1  | 10 | 5  | +5 |
| Júbilo Iwata     | 9   | 6  | 3  | 0  | 3  | 6  | 8  | -2 |
| Shimizu S-Pulse  | 8   | 6  | 2  | 2  | 2  | 8  | 8  | 0  |
| Matsumoto Yamaga | 5   | 6  | 1  | 2  | 3  | 6  | 9  | -3 |

| \| Fecha \| Lugar \| Local \| Resultado \| Visitante \| \| ----------- \| --------- \| ---------------- \| --------- \| ---------------- \| \| 6 de marzo \| Iwata \| Júbilo Iwata \| 1:0 \| Gamba Osaka \| \| 6 de marzo \| Matsumoto \| Matsumoto Yamaga \| 2:1 \| Shimizu S-Pulse \| \| 13 de marzo \| Suita \| Gamba Osaka \| 2:1 \| Matsumoto Yamaga \| \| 13 de marzo \| Shizuoka \| Shimizu S-Pulse \| 1:0 \| Júbilo Iwata \| \| 10 de abril \| Shizuoka \| Shimizu S-Pulse \| 1:1 \| Gamba Osaka \| \| 10 de abril \| Matsumoto \| Matsumoto Yamaga \| 1:3 \| Júbilo Iwata \| \| 24 de abril \| Shizuoka \| Shimizu S-Pulse \| 2:2 \| Matsumoto Yamaga \| \| 24 de abril \| Suita \| Gamba Osaka \| 4:1 \| Júbilo Iwata \| \| 8 de mayo \| Iwata \| Júbilo Iwata \| 1:0 \| Matsumoto Yamaga \| \| 8 de mayo \| Suita \| Gamba Osaka \| 3:1 \| Shimizu S-Pulse \| \| 22 de mayo \| Iwata \| Júbilo Iwata \| 0:2 \| Shimizu S-Pulse \| \| 22 de mayo \| Matsumoto \| Matsumoto Yamaga \| 0:0 \| Gamba Osaka \| |           |                  |           |                  |
| Fecha | Lugar     | Local            | Resultado | Visitante        |
| 6 de marzo | Iwata     | Júbilo Iwata     | 1:0       | Gamba Osaka      |
| 6 de marzo | Matsumoto | Matsumoto Yamaga | 2:1       | Shimizu S-Pulse  |
| 13 de marzo | Suita     | Gamba Osaka      | 2:1       | Matsumoto Yamaga |
| 13 de marzo | Shizuoka  | Shimizu S-Pulse  | 1:0       | Júbilo Iwata     |
| 10 de abril | Shizuoka  | Shimizu S-Pulse  | 1:1       | Gamba Osaka      |
| 10 de abril | Matsumoto | Matsumoto Yamaga | 1:3       | Júbilo Iwata     |
| 24 de abril | Shizuoka  | Shimizu S-Pulse  | 2:2       | Matsumoto Yamaga |
| 24 de abril | Suita     | Gamba Osaka      | 4:1       | Júbilo Iwata     |
| 8 de mayo | Iwata     | Júbilo Iwata     | 1:0       | Matsumoto Yamaga |
| 8 de mayo | Suita     | Gamba Osaka      | 3:1       | Shimizu S-Pulse  |
| 22 de mayo | Iwata     | Júbilo Iwata     | 0:2       | Shimizu S-Pulse  |
| 22 de mayo | Matsumoto | Matsumoto Yamaga | 0:0       | Gamba Osaka      |

## Fase eliminatoria
| Equipo 1         | Agr. | Equipo 2                   | Ida | Vuelta |
| ---------------- | ---- | -------------------------- | --- | ------ |
| Júbilo Iwata     | 2–4  | Hokkaido Consadole Sapporo | 1–2 | 1–2    |
| Nagoya Grampus   | 2–1  | Vegalta Sendai             | 2–0 | 0–1    |
| F.C. Tokyo       | 2–1  | Cerezo Osaka               | 1–0 | 1–1    |
| V-Varen Nagasaki | 3–4  | Gamba Osaka                | 1–4 | 2–0    |

- Los horarios de los partidos corresponden al huso horario de Japón: (UTC+9)

### Partidos
| 19 de junio de 2019, 19:03 | Júbilo Iwata         | 1:2 (0:0) | Hokkaido Consadole Sapporo     | Estadio Yamaha, Iwata                                     |                                                           |
|                            | Gerson Rodrigues 57' | Reporte   | Anderson Lopes 49' (pen.), 85' | Asistencia: 4.422 espectadores Árbitro(s): Masaaki Iemoto | Asistencia: 4.422 espectadores Árbitro(s): Masaaki Iemoto |

| 26 de junio de 2019, 19:03 | Hokkaido Consadole Sapporo            | 2:1 (2:1) | Júbilo Iwata                | Estadio Sapporo Atsubetsu Park, Sapporo                 |                                                         |
|                            | Suzuki 5' · Anderson Lopes 10' (pen.) | Reporte   | Gerson Rodrigues 23' (pen.) | Asistencia: 5.415 espectadores Árbitro(s): Yūsuke Araki | Asistencia: 5.415 espectadores Árbitro(s): Yūsuke Araki |

| 19 de junio de 2019, 19:04 | Nagoya Grampus           | 2:0 (1:0) | Vegalta Sendai | Estadio Atlético Mizuho, Nagoya                             |                                                             |
|                            | Akasaki 17' · Mateus 72' | Reporte   |                | Asistencia: 6.405 espectadores Árbitro(s): Yūichi Nishimura | Asistencia: 6.405 espectadores Árbitro(s): Yūichi Nishimura |

| 26 de junio de 2019, 19:03 | Vegalta Sendai | 1:0 (0:0) | Nagoya Grampus | Estadio Yurtec, Sendai                                        |                                                               |
|                            | Michibuchi 85' | Reporte   |                | Asistencia: 5.963 espectadores Árbitro(s): Kōichirō Fukushima | Asistencia: 5.963 espectadores Árbitro(s): Kōichirō Fukushima |

| 19 de junio de 2019, 19:03 | F.C. Tokyo | 1:0 (1:0) | Cerezo Osaka | Estadio Ajinomoto, Chōfu                               |                                                        |
|                            | Nagai 43'  | Reporte   |              | Asistencia: 5.943 espectadores Árbitro(s): Minoru Tōjō | Asistencia: 5.943 espectadores Árbitro(s): Minoru Tōjō |

| 26 de junio de 2019, 19:03 | Cerezo Osaka     | 1:1 (0:0) | F.C. Tokyo | Estadio Yanmar Nagai, Osaka                                   |                                                               |
|                            | Bruno Mendes 62' | Reporte   | Yajima 75' | Asistencia: 6.116 espectadores Árbitro(s): Nobutsugu Murakami | Asistencia: 6.116 espectadores Árbitro(s): Nobutsugu Murakami |

| 19 de junio de 2019, 19:03 | V-Varen Nagasaki | 1:4 (0:1) | Gamba Osaka                                            | Estadio Transcosmos Nagasaki, Isahaya                  |                                                        |
|                            | Ōmoto 90+1'      | Reporte   | Tanaka 31' · Kurata 54' · Ademilson 58' · Nakamura 82' | Asistencia: 6.480 espectadores Árbitro(s): Jumpei Iida | Asistencia: 6.480 espectadores Árbitro(s): Jumpei Iida |

| 26 de junio de 2019, 19:03 | Gamba Osaka | 0:2 (0:0) | V-Varen Nagasaki         | Estadio Panasonic Suita, Suita                            |                                                           |
|                            |             | Reporte   | Shimada 87' · Hata 90+4' | Asistencia: 5.708 espectadores Árbitro(s): Yūdai Yamamoto | Asistencia: 5.708 espectadores Árbitro(s): Yūdai Yamamoto |

## Fase final

### Cuadro de desarrollo
|  | Cuartos de final           | Cuartos de final    | Cuartos de final      |       |                                | Semifinales       | Semifinales       | Semifinales       |  |                            | Final         | Final         |  |
|  | 4 y 8 de septiembre        | 4 y 8 de septiembre | 4 y 8 de septiembre   |       |                                | 9 y 13 de octubre | 9 y 13 de octubre | 9 y 13 de octubre |  |                            | 26 de octubre | 26 de octubre |  |
|  |                            |                     |                       |       |                                |                   |                   |                   |  |                            |               |               |  |
|  |                            |                     |                       |       |                                |                   |                   |                   |  |                            |               |               |  |
|  | Sanfrecce Hiroshima        | 2                   | 1                     |       |                                |                   |                   |                   |  |                            |               |               |  |
|  | Sanfrecce Hiroshima        | 2                   | 1                     |       |                                |                   |                   |                   |  |                            |               |               |  |
|  | Hokkaido Consadole Sapporo | 3                   | 1                     |       |                                |                   |                   |                   |  |                            |               |               |  |
|  | Hokkaido Consadole Sapporo | 3                   | 1                     |       | Hokkaido Consadole Sapporo (v) | 1                 | 1                 |                   |  |                            |               |               |  |
|  |                            |                     |                       |       | Hokkaido Consadole Sapporo (v) | 1                 | 1                 |                   |  |                            |               |               |  |
|  |                            |                     | Gamba Osaka           | 2     | 0                              |                   |                   |                   |  |                            |               |               |  |
|  | F.C. Tokyo                 | 0                   | Gamba Osaka           | 2     | 0                              | 2                 |                   |                   |  |                            |               |               |  |
|  | F.C. Tokyo                 | 0                   |                       |       |                                |                   |                   |                   |  |                            |               |               |  |
|  | Gamba Osaka (v)            | 1                   | 1                     |       |                                |                   |                   |                   |  |                            |               |               |  |
|  | Gamba Osaka (v)            | 1                   | 1                     |       |                                |                   |                   |                   |  | Hokkaido Consadole Sapporo | 3 (4)         |               |  |
|  |                            |                     |                       |       |                                |                   |                   |                   |  | Hokkaido Consadole Sapporo | 3 (4)         |               |  |
|  |                            |                     | Kawasaki Frontale (p) | 3 (5) |                                |                   |                   |                   |  |                            |               |               |  |
|  | Kashima Antlers            | 3                   | Kawasaki Frontale (p) | 3 (5) | 2                              |                   |                   |                   |  |                            |               |               |  |
|  | Kashima Antlers            | 3                   |                       |       |                                |                   |                   |                   |  |                            |               |               |  |
|  | Urawa Red Diamonds         | 2                   | 2                     |       |                                |                   |                   |                   |  |                            |               |               |  |
|  | Urawa Red Diamonds         | 2                   | 2                     |       | Kashima Antlers                | 1                 | 0                 |                   |  |                            |               |               |  |
|  |                            |                     |                       |       | Kashima Antlers                | 1                 | 0                 |                   |  |                            |               |               |  |
|  |                            |                     | Kawasaki Frontale     | 3     | 0                              |                   |                   |                   |  |                            |               |               |  |
|  | Nagoya Grampus             | 0                   | Kawasaki Frontale     | 3     | 0                              | 2                 |                   |                   |  |                            |               |               |  |
|  | Nagoya Grampus             | 0                   |                       |       |                                |                   |                   |                   |  |                            |               |               |  |
|  | Kawasaki Frontale          | 2                   | 2                     |       |                                |                   |                   |                   |  |                            |               |               |  |
|  | Kawasaki Frontale          | 2                   | 2                     |       |                                |                   |                   |                   |  |                            |               |               |  |
|  |                            |                     |                       |       |                                |                   |                   |                   |  |                            |               |               |  |

- En cuartos de final y semifinales, el equipo de arriba es el que ejerció la localía en el partido de vuelta.
- Los horarios de los partidos corresponden al huso horario de Japón: (UTC+9)

### Cuartos de final
| 4 de septiembre de 2019, 19:03 | Hokkaido Consadole Sapporo                    | 3:2 (1:2) | Sanfrecce Hiroshima     | Estadio Sapporo Atsubetsu Park, Sapporo                     |                                                             |
|                                | Anderson Lopes 19', 83' (pen.) · Fukumori 51' | Reporte   | Leandro Pereira 3', 21' | Asistencia: 6.906 espectadores Árbitro(s): Yūichi Nishimura | Asistencia: 6.906 espectadores Árbitro(s): Yūichi Nishimura |

| 8 de septiembre de 2019, 19:03 | Sanfrecce Hiroshima | 1:1 (0:1) | Hokkaido Consadole Sapporo | Estadio del Gran Arco, Hiroshima                              |                                                               |
|                                | Watari 49'          | Reporte   | Anderson Lopes 9'          | Asistencia: 5.607 espectadores Árbitro(s): Kōichirō Fukushima | Asistencia: 5.607 espectadores Árbitro(s): Kōichirō Fukushima |

| 4 de septiembre de 2019, 19:33 | Gamba Osaka | 1:0 (1:0) | F.C. Tokyo | Estadio Panasonic Suita, Suita                            |                                                           |
|                                | Kurata 39'  | Reporte   |            | Asistencia: 7.045 espectadores Árbitro(s): Yūdai Yamamoto | Asistencia: 7.045 espectadores Árbitro(s): Yūdai Yamamoto |

| 8 de septiembre de 2019, 16:33 | F.C. Tokyo                      | 2:1 (1:0) | Gamba Osaka | Estadio NACK5, Saitama                                     |                                                            |
|                                | Diego Oliveira 20' · Tagawa 67' | Reporte   | Patric 76'  | Asistencia: 8.177 espectadores Árbitro(s): Yoshirō Imamura | Asistencia: 8.177 espectadores Árbitro(s): Yoshirō Imamura |

| 4 de septiembre de 2019, 19:33 | Urawa Red Diamonds      | 2:3 (0:3) | Kashima Antlers                | Estadio Saitama 2002, Saitama                               |                                                             |
|                                | Kōroki 58' · Makino 60' | Reporte   | Bueno 35' · Doi 38' · Nago 43' | Asistencia: 21.148 espectadores Árbitro(s): Hiroyuki Kimura | Asistencia: 21.148 espectadores Árbitro(s): Hiroyuki Kimura |

| 8 de septiembre de 2019, 18:33 | Kashima Antlers      | 2:2 (0:1) | Urawa Red Diamonds       | Estadio de Kashima, Kashima                            |                                                        |
|                                | Inukai 66' · Itō 87' | Reporte   | Ewerton 28' · Sekine 77' | Asistencia: 14.887 espectadores Árbitro(s): Ryūji Satō | Asistencia: 14.887 espectadores Árbitro(s): Ryūji Satō |

| 4 de septiembre de 2019, 19:03 | Kawasaki Frontale         | 2:0 (1:0) | Nagoya Grampus | Estadio Atlético Todoroki, Kawasaki                            |                                                                |
|                                | Chinen 15' · Wakizaka 61' | Reporte   |                | Asistencia: 14.719 espectadores Árbitro(s): Nobutsugu Murakami | Asistencia: 14.719 espectadores Árbitro(s): Nobutsugu Murakami |

| 8 de septiembre de 2019, 18:03 | Nagoya Grampus        | 2:2 (0:0) | Kawasaki Frontale                | Estadio Atlético Mizuho, Nagoya                           |                                                           |
|                                | Hasegawa 73' · Jô 89' | Reporte   | Shimoda 53' · Leandro Damião 81' | Asistencia: 11.587 espectadores Árbitro(s): Hajime Matsuo | Asistencia: 11.587 espectadores Árbitro(s): Hajime Matsuo |

### Semifinales
| 9 de octubre de 2019, 19:03 | Gamba Osaka              | 2:1 (0:0) | Hokkaido Consadole Sapporo | Estadio Panasonic Suita, Suita                             |                                                            |
|                             | Usami 74' · Kurata 90+5' | Reporte   | M.T. Kim 87'               | Asistencia: 8.138 espectadores Árbitro(s): Hiroyuki Kimura | Asistencia: 8.138 espectadores Árbitro(s): Hiroyuki Kimura |

| 13 de octubre de 2019, 13:00 | Hokkaido Consadole Sapporo | 1:0 (0:0) | Gamba Osaka | Domo de Sapporo, Sapporo                                   |                                                            |
|                              | Suzuki 76'                 | Reporte   |             | Asistencia: 15.996 espectadores Árbitro(s): Masaaki Iemoto | Asistencia: 15.996 espectadores Árbitro(s): Masaaki Iemoto |

| 9 de octubre de 2019, 19:03 | Kawasaki Frontale                   | 3:1 (1:1) | Kashima Antlers | Estadio Atlético Todoroki, Kawasaki                          |                                                              |
|                             | Morita 27' · Wakizaka 82' · Abe 85' | Reporte   | Shirasaki 10'   | Asistencia: 18.412 espectadores Árbitro(s): Yūichi Nishimura | Asistencia: 18.412 espectadores Árbitro(s): Yūichi Nishimura |

| 13 de octubre de 2019, 19:03 | Kashima Antlers | 0:0     | Kawasaki Frontale | Estadio de Kashima, Kashima                             |                                                         |
|                              |                 | Reporte |                   | Asistencia: 19.127 espectadores Árbitro(s): Minoru Tōjō | Asistencia: 19.127 espectadores Árbitro(s): Minoru Tōjō |

### Final
| 26 de octubre de 2019, 13:10 | Hokkaido Consadole Sapporo                                            | 3:3 (1:1, 1:1) (t. s.)(4:5 p.) | Kawasaki Frontale                                              | Estadio Saitama 2002, Saitama                            |                                                          |
|                              | Suga 10' · Fukai 90+5' · Fukumori 99'                                 | Reporte                        | Abe 45+3' · Kobayashi 88', 109'                                | Asistencia: 48.119 espectadores Árbitro(s): Yūsuke Araki | Asistencia: 48.119 espectadores Árbitro(s): Yūsuke Araki |
|                              |                                                                       | Tiros desde el punto penal     |                                                                |                                                          |                                                          |
|                              | Anderson Lopes · Suzuki · Fukai · Lucas Fernandes · Ishikawa · Shindō |                                | Kobayashi · Yamamura · Nakamura · Kurumaya · Ienaga · Hasegawa |                                                          |                                                          |

#### Detalles
| 25         | Guardameta     | Gu Sung-yun          |      |
| 3          | Defensa        | Ryōsuke Shindō       |      |
| 20         | Defensa        | Kim Min-tae          |      |
| 5          | Defensa        | Akito Fukumori       | 106' |
| 19         | Centrocampista | Kōsuke Shirai        | 73'  |
| 27         | Centrocampista | Takuma Arano         |      |
| 8          | Centrocampista | Kazuki Fukai         |      |
| 4          | Centrocampista | Daiki Suga           | 117' |
| 9          | Centrocampista | Musashi Suzuki       |      |
| 18         | Centrocampista | Chanathip Songkrasin |      |
| 48         | Delantero      | Jay Bothroyd         | 58'  |
| Entrenador | Entrenador     | Mihailo Petrović     |      |

| 21         | Guardameta     | Shōta Arai        |      |
| 2          | Defensa        | Kyōhei Noborizato |      |
| 34         | Defensa        | Kazuya Yamamura   |      |
| 5          | Defensa        | Shōgo Taniguchi   |      |
| 7          | Defensa        | Shintarō Kurumaya |      |
| 25         | Centrocampista | Ao Tanaka         |      |
| 10         | Centrocampista | Ryōta Ōshima      | 100' |
| 28         | Centrocampista | Yasuto Wakizaka   | 64'  |
| 41         | Centrocampista | Akihiro Ienaga    |      |
| 8          | Centrocampista | Hiroyuki Abe      | 91'  |
| 9          | Delantero      | Leandro Damião    | 73'  |
| Entrenador | Entrenador     | Tōru Oniki        |      |

| 11 | Delantero      | Anderson Lopes   | 58'  |
| 7  | Centrocampista | Lucas Fernandes  | 73'  |
| 2  | Defensa        | Naoki Ishikawa   | 106' |
| 23 | Centrocampista | Yoshihiro Nakano | 117' |

| 14 | Centrocampista | Kengo Nakamura   | 64'  |
| 11 | Delantero      | Yū Kobayashi     | 73'  |
| 16 | Centrocampista | Tatsuya Hasegawa | 91'  |
| 26 | Defensa        | Maguinho         | 100' |

| Anotado | 10'   | Daiki Suga     | 1–0 |
| Anotado | 90+5' | Kazuki Fukai   | 2–2 |
| Anotado | 99'   | Akito Fukumori | 3–2 |

| Anotado | 45+3' | Hiroyuki Abe | 1–1 |
| Anotado | 88'   | Yū Kobayashi | 1–2 |
| Anotado | 109'  | Yū Kobayashi | 3–3 |

|                 |                          | 0:1 | Acierto de penal           | Yū Kobayashi      |
| Anderson Lopes  | Acierto de penal         | 1:1 |                            |                   |
|                 |                          | 1:2 | Acierto de penal           | Kazuya Yamamura   |
| Musashi Suzuki  | Acierto de penal         | 2:2 |                            |                   |
|                 |                          | 2:3 | Acierto de penal           | Kengo Nakamura    |
| Kazuki Fukai    | Acierto de penal         | 3:3 |                            |                   |
|                 |                          | 3:3 | Fallo de penal (Travesaño) | Shintarō Kurumaya |
| Lucas Fernandes | Acierto de penal         | 4:3 |                            |                   |
|                 |                          | 4:4 | Acierto de penal           | Akihiro Ienaga    |
| Naoki Ishikawa  | Fallo de penal (Atajado) | 4:4 |                            |                   |
|                 |                          | 4:5 | Acierto de penal           | Tatsuya Hasegawa  |
| Ryōsuke Shindō  | Fallo de penal (Atajado) | 4:5 |                            |                   |

| Amonestado | 88' | Daiki Suga |

| Amonestado | 115' | Akihiro Ienaga |

| Expulsado | 96' | Shōgo Taniguchi |

| Árbitro             | Yūsuke Araki     |
| Árbitros asistentes | Hiroshi Yamauchi |
| Árbitros asistentes | Ryō Hirama       |
| Cuarto árbitro      | Takuto Okabe     |
| VAR/AVAR            | Ryūji Satō       |
| VAR/AVAR            | Tōru Sagara      |

| 25         | Guardameta     | Gu Sung-yun          |      |
| 3          | Defensa        | Ryōsuke Shindō       |      |
| 20         | Defensa        | Kim Min-tae          |      |
| 5          | Defensa        | Akito Fukumori       | 106' |
| 19         | Centrocampista | Kōsuke Shirai        | 73'  |
| 27         | Centrocampista | Takuma Arano         |      |
| 8          | Centrocampista | Kazuki Fukai         |      |
| 4          | Centrocampista | Daiki Suga           | 117' |
| 9          | Centrocampista | Musashi Suzuki       |      |
| 18         | Centrocampista | Chanathip Songkrasin |      |
| 48         | Delantero      | Jay Bothroyd         | 58'  |
| Entrenador | Entrenador     | Mihailo Petrović     |      |

| 21         | Guardameta     | Shōta Arai        |      |
| 2          | Defensa        | Kyōhei Noborizato |      |
| 34         | Defensa        | Kazuya Yamamura   |      |
| 5          | Defensa        | Shōgo Taniguchi   |      |
| 7          | Defensa        | Shintarō Kurumaya |      |
| 25         | Centrocampista | Ao Tanaka         |      |
| 10         | Centrocampista | Ryōta Ōshima      | 100' |
| 28         | Centrocampista | Yasuto Wakizaka   | 64'  |
| 41         | Centrocampista | Akihiro Ienaga    |      |
| 8          | Centrocampista | Hiroyuki Abe      | 91'  |
| 9          | Delantero      | Leandro Damião    | 73'  |
| Entrenador | Entrenador     | Tōru Oniki        |      |

| 11 | Delantero      | Anderson Lopes   | 58'  |
| 7  | Centrocampista | Lucas Fernandes  | 73'  |
| 2  | Defensa        | Naoki Ishikawa   | 106' |
| 23 | Centrocampista | Yoshihiro Nakano | 117' |

| 14 | Centrocampista | Kengo Nakamura   | 64'  |
| 11 | Delantero      | Yū Kobayashi     | 73'  |
| 16 | Centrocampista | Tatsuya Hasegawa | 91'  |
| 26 | Defensa        | Maguinho         | 100' |

| Anotado | 10'   | Daiki Suga     | 1–0 |
| Anotado | 90+5' | Kazuki Fukai   | 2–2 |
| Anotado | 99'   | Akito Fukumori | 3–2 |

| Anotado | 45+3' | Hiroyuki Abe | 1–1 |
| Anotado | 88'   | Yū Kobayashi | 1–2 |
| Anotado | 109'  | Yū Kobayashi | 3–3 |

|                 |                          | 0:1 | Acierto de penal           | Yū Kobayashi      |
| Anderson Lopes  | Acierto de penal         | 1:1 |                            |                   |
|                 |                          | 1:2 | Acierto de penal           | Kazuya Yamamura   |
| Musashi Suzuki  | Acierto de penal         | 2:2 |                            |                   |
|                 |                          | 2:3 | Acierto de penal           | Kengo Nakamura    |
| Kazuki Fukai    | Acierto de penal         | 3:3 |                            |                   |
|                 |                          | 3:3 | Fallo de penal (Travesaño) | Shintarō Kurumaya |
| Lucas Fernandes | Acierto de penal         | 4:3 |                            |                   |
|                 |                          | 4:4 | Acierto de penal           | Akihiro Ienaga    |
| Naoki Ishikawa  | Fallo de penal (Atajado) | 4:4 |                            |                   |
|                 |                          | 4:5 | Acierto de penal           | Tatsuya Hasegawa  |
| Ryōsuke Shindō  | Fallo de penal (Atajado) | 4:5 |                            |                   |

| Amonestado | 88' | Daiki Suga |

| Amonestado | 115' | Akihiro Ienaga |

| Expulsado | 96' | Shōgo Taniguchi |

| Árbitro             | Yūsuke Araki     |
| Árbitros asistentes | Hiroshi Yamauchi |
| Árbitros asistentes | Ryō Hirama       |
| Cuarto árbitro      | Takuto Okabe     |
| VAR/AVAR            | Ryūji Satō       |
| VAR/AVAR            | Tōru Sagara      |

| Estadísticas       | Hokkaido Consadole Sapporo | Kawasaki Frontale |
| ------------------ | -------------------------- | ----------------- |
| Tiros              | 11                         | 17                |
| Tiros al arco      | 5                          | 8                 |
| Faltas             | 13                         | 6                 |
| Tiros de esquina   | 6                          | 10                |
| Penales            | 0                          | 0                 |
| Fueras de juego    | 3                          | 3                 |
| Posesión del balón | 39%                        | 61%               |

|                                               |
| Bandera de Prefectura de Kanagawa             |
| Campeón invicto Kawasaki Frontale 1.er título |

## Estadísticas

### Goleadores
| Jugador                                     | Club                       | Goles' | PJ |
| ------------------------------------------- | -------------------------- | ------ | -- |
| Musashi Suzuki                              | Hokkaido Consadole Sapporo | 7      | 6  |
| Anderson Lopes                              | Hokkaido Consadole Sapporo | 6      | 6  |
| Shūhei Akasaki                              | Nagoya Grampus             | 4      | 7  |
| Wellington                                  | Vissel Kobe                | 4      | 6  |
| Masakazu Yoshioka                           | V-Varen Nagasaki           | 4      | 8  |
| Akito Fukumori                              | Hokkaido Consadole Sapporo | 3      | 10 |
| Shun Nagasawa                               | Vegalta Sendai             | 3      | 6  |
| Última actualización: 28 de octubre de 2019 |                            |        |    |

### Mejor Jugador
| Jugador    | Club              |
| ---------- | ----------------- |
| Shōta Arai | Kawasaki Frontale |

### Premio Nuevo Héroe
El Premio Nuevo Héroe es entregado al mejor jugador del torneo menor de 23 años.
| Jugador        | Club        |
| -------------- | ----------- |
| Keito Nakamura | Gamba Osaka |